# Contea di Onslow
La contea di Onslow (in inglese Onslow County) è una contea dello Stato della Carolina del Nord, negli Stati Uniti. La popolazione al censimento del 2000 era di 150 355 abitanti. Il capoluogo di contea è Jacksonville.